# Кирилло-Белозерский монастырь
Кири́лло-Белозе́рский монастырь (также Кириллов монастырь) — мужской монастырь Вологодской епархии Русской православной церкви, расположенный на берегу Сиверского озера в черте города Кириллова Вологодской области, который вырос из слободы при монастыре. В XV—XVII веках — один из крупнейших и богатейших (ср. у Даля: «У него расход Кириллова монастыря, а приход — репной пустыни») монастырей России, центр духовной жизни Русского Севера. С 1924 года — историко-архитектурный и художественный музей-заповедник.

## История

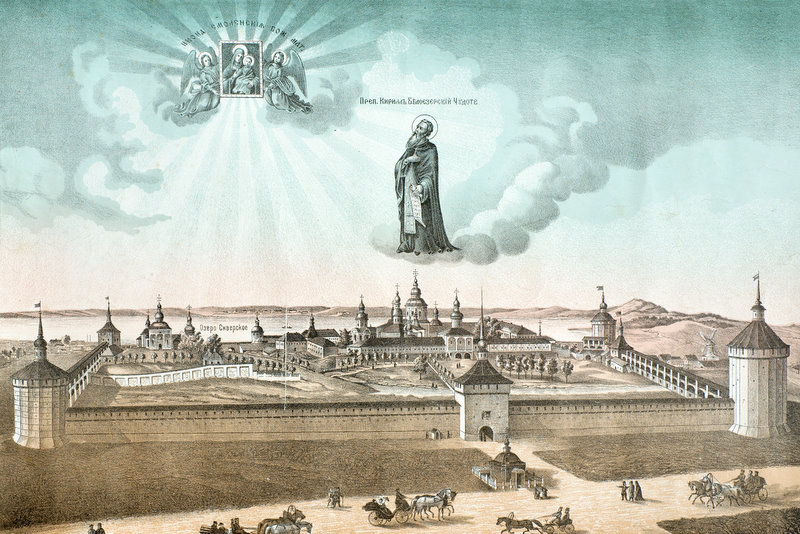
Кирилло-Белозерский монастырь. 1897, цветная литография

Обитель возникла на волне основания новых монастырей в конце XIV и начале XV веков последователями Сергия Радонежского. В 1397 году монах Кирилл Белозерский вырыл на берегу Сиверского озера пещеру, с которой началась история будущей обители. Его спутник Ферапонт Белозерский впоследствии основал неподалёку Ферапонтов монастырь. Устав белозерских монастырей отличался особенной строгостью.
Со временем Кириллов монастырь оказался в центре целой сети монашеских обителей: Ферапонтов, Горицкий Воскресенский монастырь (в 7 км от Кириллова), Нило-Сорская пустынь (в 15 км) и др. Эти малонаселённые земли сравнительно недавно вошли в состав Московского княжества, которое было заинтересовано в их скорейшем экономическом освоении. Московские князья традиционно поддерживали тесные связи с белозерской обителью; сохранились послания преподобного Кирилла сыновьям Дмитрия Донского.
В 1447 году монастырь посетил великий князь Василий Васильевич, находившийся до того в ссылке в Вологде. Кирилловский игумен Трифон освободил его от крестного целования не претендовать вновь на московский престол. Впоследствии великий князь щедро отблагодарил монастырь за эту услугу. 
В условиях конкуренции Москвы с независимым Новгородом Кириллов монастырь стал не только важнейшим опорным пунктом для закрепления в Заволочье, но и крупным экономическим центром: через него пролегал торговый путь далее на север к Белому морю, здесь пересекались разнонаправленные торговые потоки. До петровского времени монастырь вёл обширную торговлю, особенно солью и рыбой.

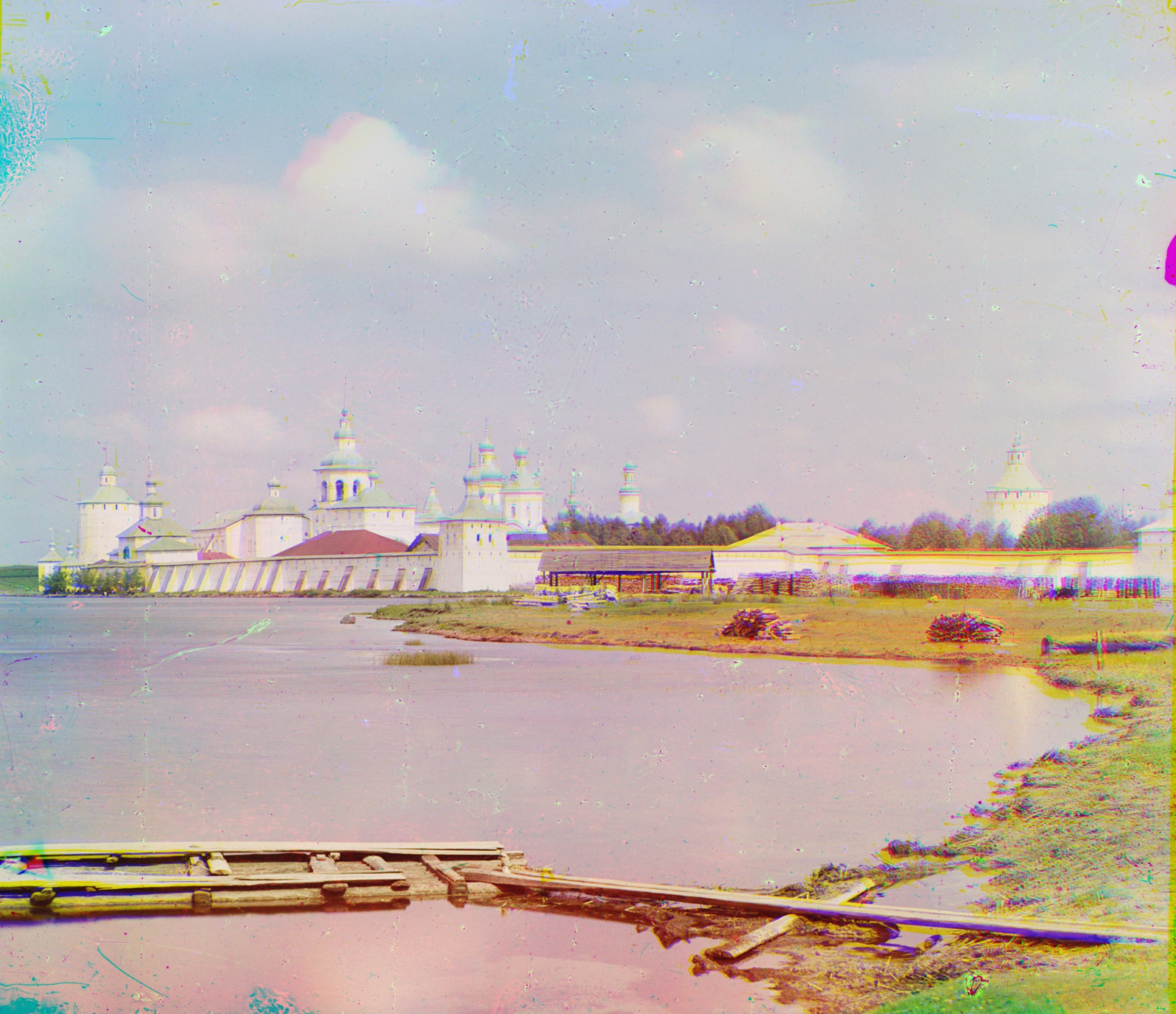
Фотография Сергея Прокудина-Горского. 1909

Обитель рано стала одним из важнейших книжных центров России. К концу XV века здесь хранились 210 рукописей. Сохранились шесть рукописных сборников за авторством одного только белозерского монаха Ефросина, которому принадлежит, среди прочего, окончательная редакция (и название) поэмы «Задонщина». К 1601 году монастырская библиотека насчитывала 1065 рукописных и печатных книг, начиная с сочинений по естествознанию, лично переписанных ещё преподобным Кириллом.
На рубеже XV и XVI веков Кириллов монастырь, где подвизался Нил Сорский — один из главных центров движения нестяжателей.
Белозерские земли первоначально относились к Ростовской епархии. Первой каменной постройкой монастыря был возведённый в 1497 году артелью ростовских мастеров Успенский собор (сохранился до нашего времени). В XVI веке рядом с Большим Успенским монастырём появился малый Ивановский монастырь.
Многие из сохранившихся храмов были отстроены в камне на исходе правления Василия III. В 1529 году этот правитель приехал в Кириллов монастырь с женой Еленой Глинской молиться о даровании наследника. Последовавшее за этим рождение сына — будущего царя Ивана Грозного — в глазах современников связывалось с заступничеством преподобного Кирилла Белозерского. Иван Васильевич на протяжении всей своей жизни питал к Кириллову монастырю особое пристрастие, считая себя обязанным ему своим рождением. Перед смертью, принимая схиму, первый русский царь, как и его отец, стал пострижником Кирилло-Белозерского монастыря.
Монастырь богател, разрастался и, несмотря на большой пожар в 1557 году, стал крупнейшим средоточием каменных построек на севере Русского государства и крупнейшим церковным землевладельцем после Троицкого монастыря. В монастырских владениях числилось 607 одних только деревень. Кирилловские настоятели занимали заметное место в церковной иерархии и, как правило, со временем переходили на значимые архиерейские кафедры.
Купцы Живляковы и Леонтий Дмитриев передавали деньги в монастырь, причем размеры их вкладов были равны тем, что делал Иван IV и богатые бояре.
Как и другие северные монастыри, Кириллов служил местом заточения лиц из светской и церковной знати. В разное время здесь пребывали опальные Вассиан Косой, бояре Михаил Воротынский, Иван Шуйский, Иван Мстиславский, Борис Морозов, великий князь Симеон Бекбулатович, московский митрополит Иоасаф (Скрипицын), патриарх Никон, деятель старообрядчества Феодосий Ворыпин и др.

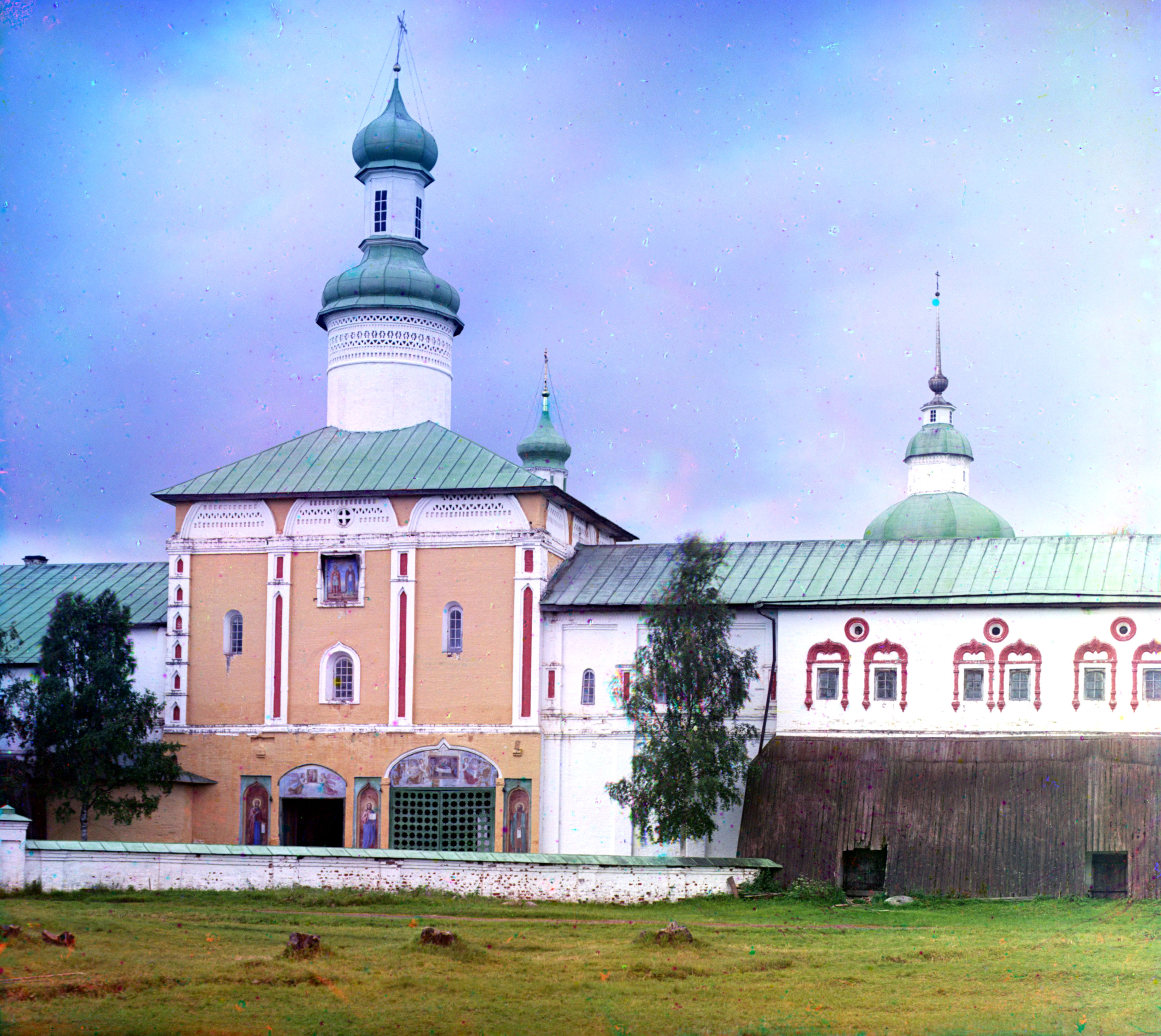
Святые врата монастыря с востока. Фотография С. Прокудина-Горского. 1909

В 1600 году была построена первая крепостная каменная ограда с восемью башнями. Внутри стен стояло девять каменных церквей, колокольня. Кельи и прочие некультовые постройки были деревянными. В 1604 году священник вологодского Софийского собора Анисим Самсонов написал 20 образов Божией Матери и 20 образов преподобного Кирилла Белозерского для Кириллова Белозерского монастыря.
В Смутное время монастырь выдержал в 1612—1613 годах осаду и отбил (до 1616) несколько нападений войск польских и литовских интервентов. Во время штурма был убит командовавший осаждавшими польский полковник Песоцкий.
В 1615 году Кирило-Белозерскому монастырю передали солеварницы Нёноксы.
После этих событий русское правительство осознало важное фортификационное значение обители. В 1654—1680 годах были построены новые каменные стены монастыря, дошедшие до нашего времени, и монастырь стал одной из самых больших и могучих крепостей в России.
Никон, бывший патриарх Московский, был сослан сюда в 1676 году после смерти царя Алексея Михайловича и провёл здесь последние 5 лет своей жизни. Он умер по дороге отсюда в Москву.
В 1722 году в монастырь приезжал Пётр I. Обитель к тому времени была собственником 21 тысячи крестьян, проживавших на территории 16 уездов, однако с появлением у России балтийских портов и упадком северной торговли через Архангельск экономическое значение монастыря стало падать.
Постепенный закат монастыря продолжался и при следующих правителях. В 1764 году указом Екатерины II обитель была лишена крестьян и угодий. Через 12 лет из монастырской слободы был образован город Кириллов, а в крепостной стене помещена городская и уездная тюрьма.
В сентябре 1918 года большевики расстреляли настоятеля монастыря Варсонофия (Лебедева), епископа Кирилловского.
30 августа 1960 года комплекс построек монастыря поставлен под государственную охрану, как объект культурного наследия союзного значения.

## Игумены, настоятели и наместники монастыря
Игумены
- Кирилл (1397 — 1427)
- Иннокентий I (1427)
- Христофор (1427—1434)
- Трифон (1435—1447)[13]
- Кассиан (1448—1465, 1466-1469)[13]
- Филофей (1470)
- Игнатий (1471-1475)
- Нифонт (1476—1482)
- Серапион (1482—1484)
- Гурий (Тушин) (1484 (1485?)
- Венедикт (1486-1489)
- Макарий 1489-1506
- Иоанн (14 июля 1506—1514)
- Геннадий (1514)
- Тихон (1515—1517[14])
- Герасим (1517-1519)
- Макарий (1520)
- Алексий (1520—1525)
- Феодосий (1525-1532)
- Досифей (1533 — март 1539)
- Афанасий (Палецкий) (1539 — 18 июня 1551)
- Симеон (1551—1555)
- Матфей (1555-1559)
- Феоктист (1559-1560)
- Варлаам (1560-1561, 1563-1564, 1584-1587)
- Вассиан (1561-1563)
- Кирилл II (1564-1572)
- Косма (1572—1581)
- Игнатий II (1582-1583)
- Сергий (1587-1588)
- Марк (1588-1595)
- Евпл (1595)
- Корнилий (1596-1599)
- Иоасаф (1600—1603)
- Сильвестр (1604-1606)
- Матфей (1606—1615)
- Флавиан (1615-1616)
- Савватий (1616-1623)
- Никон (1624-1625)
- Филипп (Задубровский) (1625-1628)
- Серапион II (Травин) (1628-1631)
- Феодосий II (Волоцкий) (1631-1637)
- Антоний (Москвитин) (1637-1648), (1651-1652 архимандрит)
- Феодорит (Преображенский) (1923-1924)

Архимандриты (c середины XVII века)
- Афанасий (Коконицын) (1648-1651) (до 1649 - игумен)
- Митрофан (1652–1657)
- Авраамий (1658–1661)
- Никита (1661–1664 и 1667–1681)
- Моисей (1663–1667)
- Тимофей (1681–1687)
- Иосиф (Андреяновский) (1687–1690)
- Геласий (Звосков) (1691‒1698)
- Герасим (1698‒1699)
- Сергий (1699–1705)
- Иринарх (1705—1732)
- Феофилакт (Губанов) (14 июля 1732 — 15 декабря 1733)
- Вавила (Ивановский) (1734–1761)
- Симон (Лагов) (август 1761 — 28 октября 1764)
- Товия (Кремповский) (1765–1774)
- Иакинф (Карпинский) (1774—1792)
- Арсений (Тодорский) (16 декабря 1792 — 1796)
- Каллист (Звенигородский) (1796—1800)
- Назарий (Романовский) (1800–1802)
- Вениамин (Жуков) (1802—1809)
- Порфирий (Кириллов) (1809-1817[15])
- Гедеон (Мошатин) (4 февраля 1818—1829[16])
- Иннокентий (Арешников) (1829–1840)
- Рафаил (1840–1841)
- Ефрем (1842‒1852)
- Варлаам (Денисов) (31 января 1852 — 22 марта 1857)
- Феофан (Комаровский) (1857–1865)
- Иаков (Поспелов) (1866 — 1895)
- Никодим (29 января/6 февраля 1896 — 22 января 1900)
- Феодосий (Феодосьев) (22 января 1900 — 7/12 сентября 1907)
- Анастасий (Агафонов) 1919-1920, (1921-1923)

Викарные епископы Кирилловские (c 1907)
- Иоанникий (Дьячков) (1907—1916)
- Варсонофий (Лебедев) (8 января 1917 — 15 сентября 1918)
- Тихон (Тихомиров) (1920—1921)

Наместники
- Игнатий (Молчанов)

Архимандриты
- Савва (Михеев) (с 29 декабря 2020 года)[17]

## Подворья монастыря
Москва
Одно из самых древних и самых известных подворий монастыря было Кремлёвское Кирилловское подворье — подворье Кирилло-Белозерского монастыря в Московском Кремле.
Подворье находилось недалеко от Фроловских ворот (ныне Спасская башня) при Афанасьевском монастыре. В 1770 году по случаю предложенного к сооружению проекта Баженовского дворца, Кирилловское подворье в Кремле было упразднено, а потом в 1776 году и совсем разобрано. На месте подворья и расчищенных других дворов образовалась обширная площадь.
Вологда
В XVII—XVIII веках, когда монастырь относился к Вологодской епархии, его подворье имелось и в Вологде. Каменный храм Кирилла Белозерского на Соляном дворе был построен в 1650—1653 годах (снесён в 1963 году).

## Музей
Первая попытка создать музей при Кирилло-Белозерском монастыре была предпринята около 1906 года иеромонахом Антонием (Сорукановым), однако монастырские власти ему отказали на том основании, что это «не монашеское дело». После упразднения монастыря ризница была разграблена; наиболее ценные иконы и другие произведения искусства были вывезены в музеи Москвы и Ленинграда. Та же судьба постигла и монастырскую библиотеку. Среди вывезенных из белозерской обители книжных сокровищ — наиболее древние списки «Задонщины» и хождения Даниила Паломника в Святую Землю.
В 1924 году на базе разорённого экспроприациями монастыря был открыт Кирилло-Белозерский музей-заповедник, что позволило избежать обычных для 1930-х годов разрушений и сноса исторических памятников. В послевоенное время музей-заповедник развернул реставрационную деятельность, которую курировал, среди прочих, Сергей Подъяпольский. На территорию музея были привезены памятники деревянной архитектуры из окрестностей: деревянная церковь Ризоположения из села Бородавы (1486); мельница XIX века из деревни Щёлково. В трапезной палате при церкви Введения (1519) действует Музей икон, обладающий большой коллекцией.
С 1997 года Кирилло-Белозерский музей-заповедник был включён в Государственный свод особо ценных объектов культурного наследия народов Российской Федерации. Он размещается в архитектурном комплексе бывших Кирилло-Белозерского и Ферапонтова монастырей. Малый Ивановский монастырь в 1998 году был передан в бессрочное безвозмездное пользование Русской православной церкви.
В середине июня 2018 года Кирилло-Белозерский и Ферапонтов монастыри посетил патриарх Московский и всея Руси Кирилл. Он выразил надежду, что «совместными усилиями вопросы взаимодействия культурных учреждений и Церкви будет решаться в контексте полноценного возрождения монастырской жизни в этих местах». В сентябре 2018 года Вологодская епархия повторно подала заявки в Росимущество о передаче ей в пользование здание Братских келий Кирилло-Белозерского музея для полноценного возрождения монашеской жизни в нём (первая заявка была отклонена по техническим причинам — из-за неполного комплекта документов). Музей-заповедник предложил вместо Братских келий предоставить Церкви здание духовного училища (Священнические кельи).

## Современность

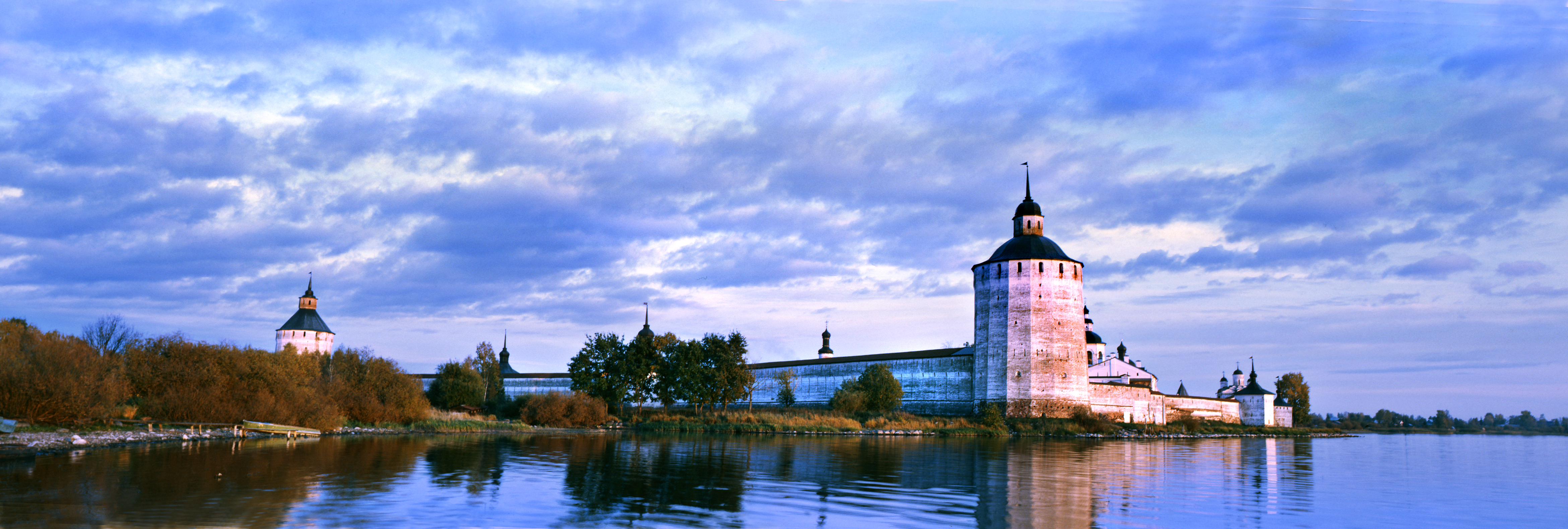
Кирилло-Белозерский монастырь с Сиверского озера. 2009

В 1997 году, в год празднования 600-летия монастыря, часть монастырской территории была передана Вологодскому епархиальному управлению.
В 1998 году зарегистрирована Православная религиозная организация Кирилло-Белозерский мужской епархиальный монастырь г. Кириллова Вологодской области Русской Православной Церкви (Московский Патриархат).
Решением Священного синода от 10 октября 2009 года в должности наместника монастыря утверждён иеромонах Игнатий (Молчанов).
Решением Священного синода от 22 октября 2015 года игумен Игнатий (Молчанов) освобождён от должности наместника Кирилло-Белозерского мужского монастыря и назначен на должность наместника Спасо-Прилуцкого Димитриева мужского монастыря города Вологды.
Указом митрополита Вологодского и Кирилловского Игнатия с 14 декабря 2015 года исполняющим обязанности наместника монастыря назначен иеромонах Анастасий (Додарчук).
До наших дней почти полностью дошёл иконостас Успенского собора, современный его постройке, что является уникальным фактом в истории русского искусства. Древние иконы этого иконостаса долгое время были разрознены. Из 60 уцелевших икон 33 находились в Кириллове, а остальные — в Русском музее, Третьяковской галерее и Музее имени Андрея Рублёва. В начале апреля 2009 года часть икон была возвращена в Кириллов.
В церкви Кирилла под спудом пребывают мощи преподобного Кирилла Белозерского — главная церковная святыня обители.
В апреле 2019 года стало известно, что Министерство культуры России передаст Кирилло-Белозерскому монастырю во временное пользование ковчег с частицами мощей 20 святых. Они будут находиться в монастыре пять лет. Монастырь намерен сделать новый серебряный оклад для ковчега. Когда он будет готов, мощи перенесут в церковь Кирилла Белезерского.

## Архитектурный ансамбль монастыря
В комплекс Кирилло-Белозерского монастыря входят ансамбли Большого Успенского и Ивановского монастырей («Старый город»), «Нового города» и территория несохранившейся крепости Острог между ними. Монастырь окружён крепостными стенами с монументальными башнями, украшенными узорами из кирпича. Главное здание ансамбля — Успенский собор (1497 год).
См. план-схему монастыря.

### Церкви
| Изображение | Элемент комплекса | Часть монастыря             | Дата постройки                                     |
| ----------- | --- | --------------------------- | -------------------------------------------------- |
|             | Деревянная церковь Ризоположения из села Бородавы                                                                                          | Новый город                 | 1485 год                                           |
|             | Водяные врата с надвратной церковью Преображения Господня                                                                                  | Большой Успенский монастырь | 1595 год                                           |
|             | Колокольня | Большой Успенский монастырь | 1757—1761 гг.                                      |
|             | Святые ворота с надвратной церковью Иоанна Лествичника                                                                                     | Большой Успенский монастырь | 1523 год и 1572 год соответственно                 |
|             | Успенский собор с церквями-приделами равноапостольного великого князя Владимира, епископа Епифания Кипрского, игумена Кирилла Белозерского | Большой Успенский монастырь | 1497, 1554, 1645, 1785 (1585) годы соответственно. |
|             | Церковь Архангела Гавриила. Построена на вклад Великого московского князя Василия III                                                      | Большой Успенский монастырь | 1531—1534 гг.                                      |
|             | Церковь Введения во храм Пресвятой Богородицы с трапезной палатой                                                                          | Большой Успенский монастырь | 1519 год                                           |
|             | Больничная церковь Евфимия Великого | Большой Успенский монастырь | 1646 год                                           |
|             | Церковь Иоанна Предтечи. Построена на вклад Великого московского князя Василия III                                                         | Ивановский монастырь        | 1531—34 гг.                                        |
|             | Церковь преподобного Сергия Радонежского, с трапезной палатой                                                                              | Ивановский монастырь        | 1560 год и 1594 год                                |

### Стены и башни
| Изображение | Элемент комплекса                                          | Часть монастыря             | Дата постройки |
| ----------- | ---------------------------------------------------------- | --------------------------- | -------------- |
|             | Стены ограды Нового города                                 | Новый город                 | XVII век       |
|             | Белозерская (Озерная, Большая Мережная) башня              | Новый город                 | 1660-е гг.     |
|             | Вологодская башня                                          | Новый город                 | 1656 год       |
|             | Казанская башня с въездными воротами                       | Новый город                 | 1659 год       |
|             | Косая (Караульная) башня                                   | Новый город                 | 1662 год       |
|             | Кузнечная башня                                            | Новый город                 | 1670-е гг.     |
|             | Московская (Ферапонтовская) башня                          | Новый город                 | 1660 год       |
|             | Грановитая (Смоляная, Плотничья, Часовая) башня (фрагмент) | Большой Успенский монастырь | XVI век        |
|             | Малая Мережная башня (фрагмент)                            | Большой Успенский монастырь | XVI век        |
|             | Наугольная башня (Рыболовецкая палатка)                    | Большой Успенский монастырь |                |
|             | Поваренная башня                                           | Большой Успенский монастырь | XVII век       |
|             | Свиточная башня                                            | Большой Успенский монастырь | XVI век        |
|             | Хлебная башня                                              | Большой Успенский монастырь | XVII век       |
|             | Стены ограды Успенского монастыря                          | Большой Успенский монастырь | XVI век        |
|             | Глухая (Котельная, Воскобойная) башня                      | Ивановский монастырь        | XVI век        |
|             | Стены ограды Ивановского Горнего (малого) монастыря        | Ивановский монастырь        | XVI век        |

### Прочие помещения
| Изображение | Элемент комплекса                                                                                              | Часть монастыря             | Дата постройки                |
| ----------- | --- | --------------------------- | ----------------------------- |
|             | Ветряная мельница из деревни Щёлково                                                                           | Новый город                 | XIX век                       |
|             | Солодешная палата (фрагмент)                                                                                   | Новый город, Острог         | 1570-е гг.                    |
|             | Кельи (домик келаря)                                                                                           | Большой Успенский монастырь | XVII век                      |
|             | Архимандричьи кельи                                                                                            | Большой Успенский монастырь | 1647—48 гг.                   |
|             | Монашеские кельи (Братский корпус)                                                                             | Большой Успенский монастырь | конец XVII — начало XVIII вв. |
|             | Поваренные (Уксусные) кельи                                                                                    | Большой Успенский монастырь | 1680-е гг.                    |
|             | Священнические кельи                                                                                           | Большой Успенский монастырь | XVII век                      |
|             | Кельи (Духовное училище)                                                                                       | Большой Успенский монастырь | XVII век                      |
|             | Монастырский архив                                                                                             | Большой Успенский монастырь | конец XVII — начало XVIII вв. |
|             | Большие больничные палаты                                                                                      | Большой Успенский монастырь | 1643—44 гг.                   |
|             | Казённая палата                                                                                                | Большой Успенский монастырь | XVI век                       |
|             | Поварня с погребами                                                                                            | Большой Успенский монастырь | XVI век                       |
|             | Малая Больничная палата                                                                                        | Ивановский монастырь        | 1730-е гг.                    |
|             | Каменные сени над крестом, отмечающим место первой кельи преподробных игумена Кирилла и Ферапонта Белоезерских | Ивановский монастырь        | XIX век                       |
|             | Каменные сени над часовней преподобного игумена Кирилла                                                        | Ивановский монастырь        | XIX век                       |

## Монастырь в кино
- 1971 — «Достояние республики»
- 1975 — «Крестьянский сын»
- 1997 — «Грешная любовь»
- 2007 — «Апостол»
- 2010 — «Раскол»
- 2010 — «Роман с кокаином»[24]
- 2016 — «Монах и бес»
- 2021 — «Обитель»
- 2022 — «Монастырь»